# Pararge extralunata
Pararge extralunata är en fjärilsart som beskrevs av Ruggero Verity 1920. Pararge extralunata ingår i släktet Pararge och familjen praktfjärilar. Inga underarter finns listade i Catalogue of Life.